# Odznaki tytułów honorowych (PRL)
Odznaki tytułów honorowych – odznaki przyznawane wraz z tytułami honorowymi w czasach PRL i krótko w czasie III Rzeczypospolitej. Służyły do wyróżniania wybitnych specjalistów o wyjątkowym dorobku zawodowym i wieloletniej pracy.
Odznaki nie miały wstążek i wieszane były (z dwoma wyjątkami) na przywieszkach (zawieszkach) – metalowych poprzeczkach błędnie zwanych baretkami, co było rozwiązaniem obcym polskim tradycjom odznaczeniowym, a zostało wymuszone dążeniami do unifikacji wszystkich dziedzin życia w obozie państw komunistycznych, jako bezpośrednie naśladownictwo sposobu zawieszania oznak wyróżnień, które było stosowane w wielu odznaczeniach sowieckich od 1938 (po transformacji do demokracji w 1989 nie praktykuje się ustanawia nowych odznak w takiej formie).
Łącznie w latach 1955–1985 wprowadzono piętnaście tego typu odznaczeń. Miały one rangę orderu, a ich posiadaczom przysługiwał dodatek emerytalny w wysokości 10% podstawy, zwany dodatkiem „chlebowym” (patrz: order chlebowy). Tytuły honorowe zostały zniesione w 1992, chociaż utrzymano prawo do używania związanych z nimi tytułów, a dodatki przysługujące ich posiadaczom zlikwidowano w 1999.
Wszystkie odznaki tytułów honorowych przypinane były na prawej stronie piersi. W sumie odznaczono nimi 14 650 osób.
Obecnie odznaki tytułów honorowych są przyznawane m.in. w: Federacji Rosyjskiej, Republice Armenii, Republice Białorusi i na Ukrainie.

## Lista polskich odznak tytułów honorowych
| Lp.                        | Wzór                       | Nazwa                                                                 | Data ustanowienia          | Przeznaczenie i kryteria nadawania | Liczba odznaczonych (stan na rok 1987) |
| -------------------------- | -------------------------- | --------------------------------------------------------------------- | -------------------------- | --- | -------------------------------------- |
| 1.                         |                            | Odznaka tytułu honorowego „Zasłużony Górnik PRL”                      | 9 listopada 1955           | dla najbardziej zasłużonych górników, nadgórników, techników i inżynierów górniczych, zatrudnionym w górnictwie węglowym, rud i kruszców, soli kuchennej, glinki ogniotrwałej i glin szlachetnych, kaolinów, magnezytów i gipsów, którzy w okresie wieloletniej pracy w górnictwie pod ziemią wyróżnili się osiągnięciami w dziedzinie wydajności pracy, zwiększenia wydobycia, inicjowania i rozwoju współzawodnictwa pracy, ulepszania metod pracy, wprowadzania i upowszechniania postępu technicznego, obniżki kosztów własnych, poprawy warunków bezpieczeństwa i higieny pracy                                     | 1590                                   |
| 2.                         |                            | Odznaka tytułu honorowego „Zasłużony Hutnik PRL”                      | 9 listopada 1955           | dla najbardziej zasłużonych hutników, techników i inżynierów hutnictwa, którzy w okresie wieloletniej pracy w hutnictwie wyróżnili się osiągnięciami w dziedzinie wydajności pracy, przyspieszenia wytopów, podniesienia jakosci wyrobów hutniczych, inicjowania i rozwoju współzawodnictwa pracy, ulepszania metod pracy, wprowadzania i upowszechniania postępu technicznego, obniżki kosztów własnych, poprawy warunków bezpieczeństwa i higieny pracy | 634                                    |
| 3.                         |                            | Odznaka tytułu honorowego „Zasłużony Kolejarz PRL”                    | 9 listopada 1955           | dla najbardziej zasłużonych pracowników kolejnictwa, którzy w okresie wieloletniej ofiarnej pracy przyczynili się do sprawnego wykorzystania taboru kolejowego oraz urządzeń kolejowych, inicjowania i rozwoju współzawodnictwa pracy, zabezpieczania regularności ruchów pociągów, oszczędności paliw i energii, rozwoju budownictwa kolejowego, wprowadzania i upowszechniania postępu technicznego, obniżki kosztów własnych, a także poprawy warunków bezpieczeństwa i higieny pracy | 1001                                   |
| 4.                         |                            | Odznaka tytułu honorowego „Zasłużony Nauczyciel PRL”                  | 4 sierpnia 1956            | dla najbardziej zasłużonych nauczycieli i innych pracowników pedagogicznych, w uznaniu roli nauczyciela w dziele socjalistycznego wychowania i nauczania, którzy w okresie wieloletniej pracy zawodowej osiągnęli liczące się efekty w dziedzinie nauczania, doskonalenia metod pracy dydaktycznej i wychowawczej, pracy wychowawczo-opiekuńczej, nauczania politechnicznego, podnoszenia kultury fizycznej i higieny szkolnej, rozwijania zainteresowań i uzdolnień naukowych, technicznych, krzewienia czytelnictwa, szerzenia oświaty i kultury rolniczej oraz upowszechniania oświaty wśród dorosłych                | 4230                                   |
| 5.                         |                            | Odznaka tytułu honorowego „Zasłużony Stoczniowiec PRL”                | 8 czerwca 1968             | dla najbardziej zasłużonych pracowników, którzy w okresie wieloletniej pracy w przemyśle okrętowym wyróżnili się osiągnięciami w dziedzinie wydajności pracy i ulepszaniu metod pracy, wprowadzania i upowszechniania postępu technicznego, obniżki kosztów własnych, poprawy warunków bezpieczeństwa i higieny pracy, inicjowania i rozwoju współzawodnictwa oraz podnoszenia kwalifikacji zawodowych stoczniowców | 391                                    |
| 6.                         |                            | Odznaka tytułu honorowego „Lotnik Kosmonauta PRL”                     | 20 lipca 1978              | dla biorących udział w lotach kosmicznych oraz realizatorów zadań podczas tych lotów | 1                                      |
| 7.                         |                            | Odznaka tytułu honorowego „Zasłużony Pilot Wojskowy PRL”              | 20 lipca 1978              | dla wybitnie zasłużonych pilotów wojskowych, którzy w okresie wzorowej służby w lotnictwie Sił Zbrojnych PRL wnieśli szczególnie duży wkład w jego rozwój, umacnianie gotowości bojowej i szkolenie kadr lotniczych, a także dla tych pilotów wojskowych, którzy dokonali bohaterskiego czynu związanego z wykonywaniem lotu | 110                                    |
| 8.                         |                            | Odznaka tytułu honorowego „Zasłużony Lekarz PRL”                      | 12 maja 1979               | dla najbardziej zasłużonych lekarzy, którzy w okresie wieloletniej pracy zawodowej wyróżnili się szczególnymi osiągnięciami w zapobieganiu chorobom, ich rozpoznawaniu i zwalczaniu, rehabilitacji leczniczej i zawodowej, organizacji opieki zdrowotnej i społecznej oraz badaniach mających doniosłe znaczenie dla rozwoju nauk medycznych | 354                                    |
| 9.                         |                            | Odznaka tytułu honorowego „Zasłużony dla Zdrowia Narodu”              | 12 maja 1979               | dla najbardziej zasłużonych pracowników medycznych i innych osób, które w okresie wieloletniej pracy wyróżniły się szczególnymi osiągnięciami w rozwoju opieki zdrowotnej, szerzeniu oswiaty zdrowotnej, ulepszaniu metod pracy służby zdrowia, wprowadzaniu do niej postępu technicznego i jego upowszechnianiu, kształceniu i podnoszeniu kwalifikacji zawodowych kadr służby zdrowia oraz rozwijaniu i wzbogacaniu różnych form opieki społecznej | 1645                                   |
| 10.                        |                            | Odznaka tytułu honorowego „Zasłużony Portowiec PRL”                   | 27 lutego 1982             | dla najbardziej zasłużonych pracowników morskich portów handlowych w uznaniu ich ofiarnej pracy, mającej wpływ na prawidłowe funkcjonowanie gospodarki kraju oraz na utrwalanie roli i znaczenia PRL jako państwa morskiego; dla tych, którzy wyróżnili się w okresie wieloletniej pracy szczególnymi osiągnięciami w dziedzinie wydajności pracy, wprowadzania i upowszechniania postępu technicznego, poprawy warunków bezpieczeństwa pracy i podnoszenia kwalifikacji zawodowych portowców | 65                                     |
| 11.                        |                            | Odznaka tytułu honorowego „Zasłużony dla Kultury Narodowej”           | 15 listopada 1984          | wyraz uznania dla szczególnych zasług artystów, twórców kultury narodowej oraz innych osób, które sprawiły, że wartości i humanistyczne treści narodowej kultury stały się wartością ogólnospołeczną; dla osób szczególnie zasłużonych w tworzeniu wybitnych dzieł kultury narodowej, w działalności artystycznej i naukowej oraz w upowszechnianiu kultury | 77                                     |
| 12.                        |                            | Odznaka tytułu honorowego „Zasłużony Energetyk PRL”                   | 31 stycznia 1985           | dla najbardziej zasłużonych pracowników energetyki, którzy wyróżnili się wybitnymi osiągnięciami w dziedzinie energetyki a zwłaszcza opracowaniem nowych rozwiązań technicznych i organizacyjnych, wprowadzaniem ich i upowszechnianiem w gospodarce narodowej oraz udziałem w doskonaleniu kadr pracowników energetyki | 128                                    |
| 13.                        |                            | Odznaka tytułu honorowego „Zasłużony Rolnik PRL”                      | 10 maja 1985               | w uznaniu zasług dla rolników indywidualnych i gospodyń wiejskich, członków i pracowników rolnych spółdzielni produkcyjnych, pracowników uspołecznionych gospodarstw rolnych, oświaty rolniczej i administracji rolnej (jak również pracownikom organizacji społecznych i społeczno–zawodowych, stowarzyszeń naukowo–technicznych, placówek naukowo–badawczycho charakterze rolnym), w osiąganiu wysokich efektów w dziedzinie produkcji rolnej lub zwierzęcej, obsługi techniczno–produkcyjnej rolnictwa, rozwoju postępu technicznego lub biologicznego, upowszechnianiu wiedzy rolniczej i postępu społecznego na wsi | 58                                     |
| 14.                        |                            | Odznaka tytułu honorowego „Zasłużony dla Wymiaru Sprawiedliwości PRL” | 20 czerwca 1985            | dla najbardziej zasłużonych sędziów za osiągnięcia w wieloletniej wyróżniającej się służbie w organach wymiaru sprawiedliwości, a także dla najbardziej zasłużonych ławników ludowych i innych osób, które w okresie wieloletniej działalności wyróżniły się szczególnymi osiągnięciami w organizacji zadań organów wymiaru sprawiedliwości | 58                                     |
| 15.                        |                            | Odznaka tytułu honorowego „Zasłużony Drukarz PRL”                     | 10 lipca 1985              | dla pracowników poligrafii w uznaniu szczególnych zasług w krzewieniu kultury w społeczeństwie, upowszechnianiu informacji oraz przyczynianiu się do podnoszenia poziomu wiedzy i wykształcenia; nadawana była szczególnie zasłużonym osobom zatrudnionym w poligrafii, które w okresie długoletniej pracy wyróżniły się wybitnymi osiągnięciami w tej dziedzinie zwłaszcza przy opracowywaniu nowych rozwiązań technicznych i organizacyjnych oraz ich wprowadzaniu i upowszechnianiu, a także doskonaleniu kadr pracowników poligrafii                                                                                 | 38                                     |
| Łączna liczba odznaczonych | Łączna liczba odznaczonych | Łączna liczba odznaczonych                                            | Łączna liczba odznaczonych | Łączna liczba odznaczonych | 10 380                                 |